# Ungkarl
Ungkarl är en man som inte ingått äktenskap i kombination med bohemiskt leverne och ibland något nedsättande. Det ingår även i sammansättningar som ungkarlshotell (institution för bostadslösa män) och ungkarlslya (en ungkarls bostad).
Den kvinnliga motsvarigheten är ungmö (mö), men även ordet ungkarlsflicka har använts, förmodligen för att ordledet "mö" har känts föråldrat. Mö (eller jungfru) används även om en kvinna som inte har haft sexuellt umgänge.
Ungersven eller ungsven är en ungkarl som inte haft sexuellt umgänge.